# The End (canción de Dinger)
«The End» es una canción del grupo inglés de música electrónica Dinger, grabado en 1982 y realizado en 2009.

## Descripción
«The End» fue una canción grabada por el dúo Dinger, formado por Andy Bell y Pierre Cope, en 1982, pero que nunca había sido editado.

En 2009, Pierre Cope decidió ofrecerla vía digital de manera gratuita.

## Datos adicionales
«The End» fue el primer tema grabado por la banda.